# Phra amplificata
Phra amplificata är en insektsart som beskrevs av William Lucas Distant 1911. Phra amplificata ingår i släktet Phra och familjen Derbidae. Inga underarter finns listade i Catalogue of Life.